# Araneus linzhiensis
Araneus linzhiensis är en spindelart som beskrevs av Hu 200. Araneus linzhiensis ingår i släktet Araneus och familjen hjulspindlar. Inga underarter finns listade i Catalogue of Life.